# 水罐 (印度)

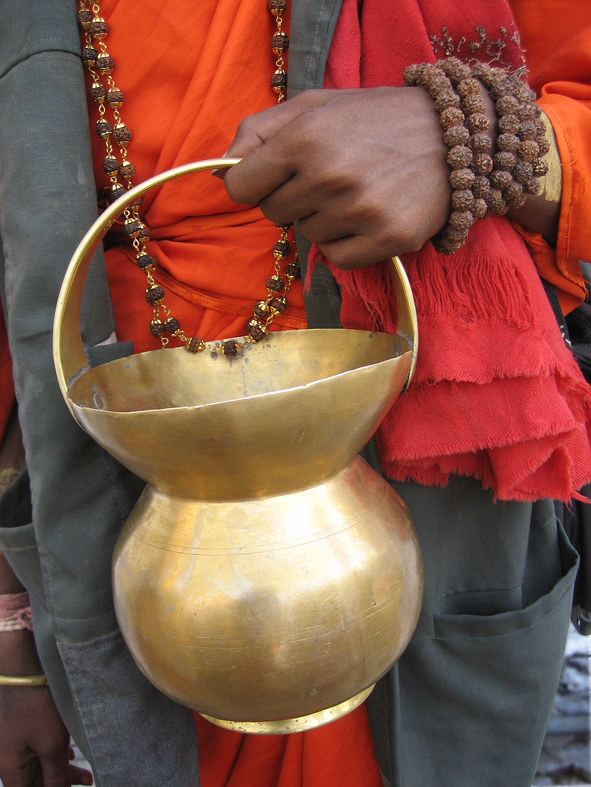
苦行僧手持金属水罐。

水罐（romanized: kamaṇḍalu）是一个椭圆体的器皿，起源于印度次大陆，由南瓜或椰子壳、金属、粘土、水罐树（Kamandalataru）等材料制成，通常带有把手，有时带有和水壶一样的壶嘴。印度教苦行者或瑜伽士经常用它来储存饮用水。一直由苦行者携带的水罐据说代表了一种简单而自足的生活。
水罐常出现在印度教肖像画中，描绘与苦行或水有关的神灵。因此，它被视为印度教禁欲主义的象征。耆那教僧侣和一些佛教菩萨的描绘也使用水罐。

## 制作方法
水罐可以由各种材料制成，包括金属、粘土、木头和干葫芦。将成熟的南瓜采摘下来制作水罐，清洗内部只留下外壳。这个过程在精神层面上被解释为从一个人身上去除自负。成熟的南瓜代表人，种子代表自负。因此，清洁种子象征着去除自负，成为一个接受自我现实的清洁人。

## 印度教

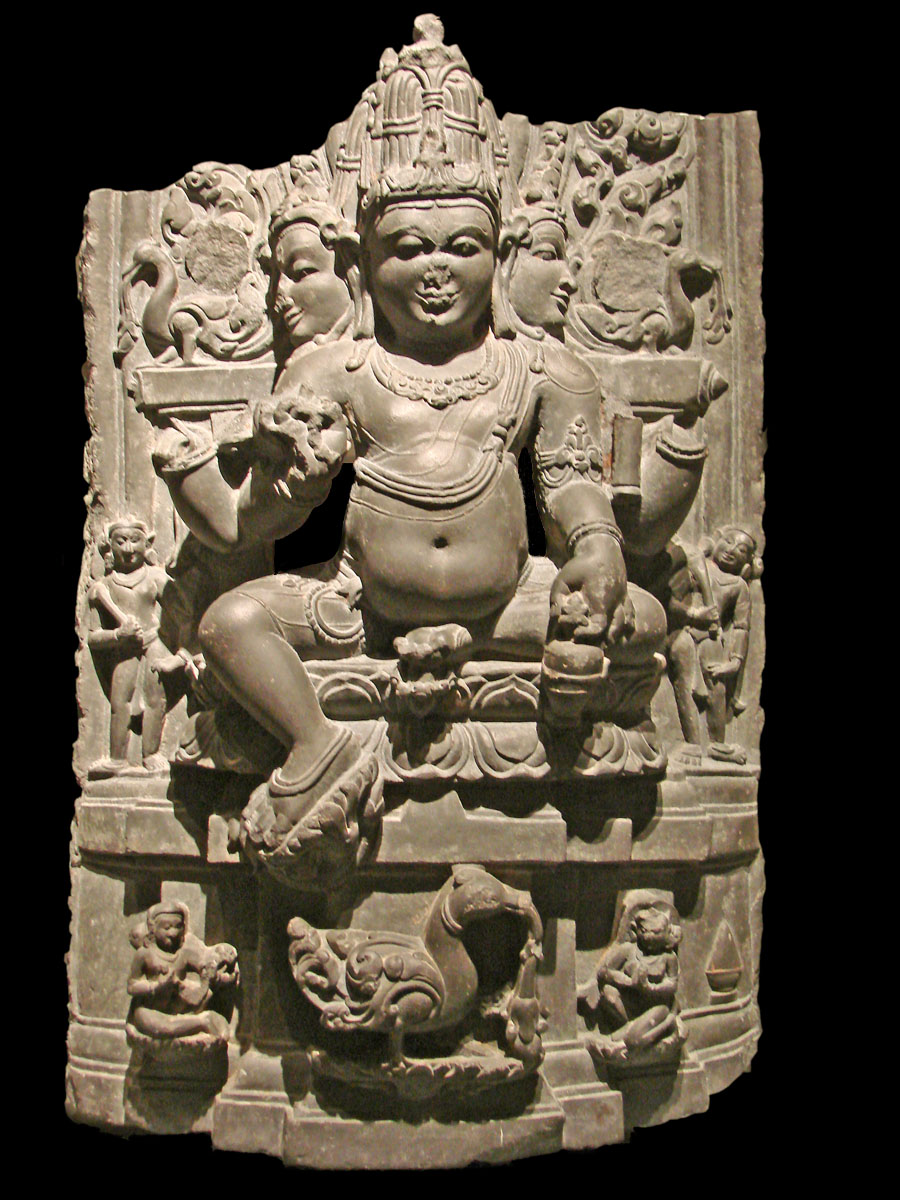
梵天右手提着水罐

水罐中的水代表甘露，因此是生育、生命和财富的象征。水罐经常被描绘在众神手中，他们表现为苦行者，如湿婆和梵天，以及水神如伐楼拿、恒河女神和薩拉斯瓦蒂河女神。阿迪·商羯罗的赞诗赞美手提水罐的湿婆。其他神祇，如火神阿耆尼和天神导师祭主，被描绘成手提水罐。戴着水罐花环的女神被称为 Karamgamaladharini。女神頌描述了女神通过从她的水罐洒圣水来杀死恶魔。一枚公元前183-165年的硬币描绘了黑天神手持水罐。
很多神话故事中都提到了水罐。毗湿奴的矮人化身筏摩那，向阿修罗王摩诃钵利请求三步土地。在用水罐浇水时被阿修罗导师蘇揭羅堵住水罐，蘇揭羅的眼睛因此被刺瞎。在《博伽梵往世书》中，摩奴在河中找到的摩蹉放入他的水罐，以保护他免受大鱼的伤害。后来，这条鱼在大洪水中保护了摩奴。《摩诃婆罗多》记录了檀槃陀哩用水罐中带出了搅乳海时的甘露。《罗摩衍那》记载了猴神哈努曼伪装成仙人，愚弄恶魔喝他储存在水罐中的尿液。

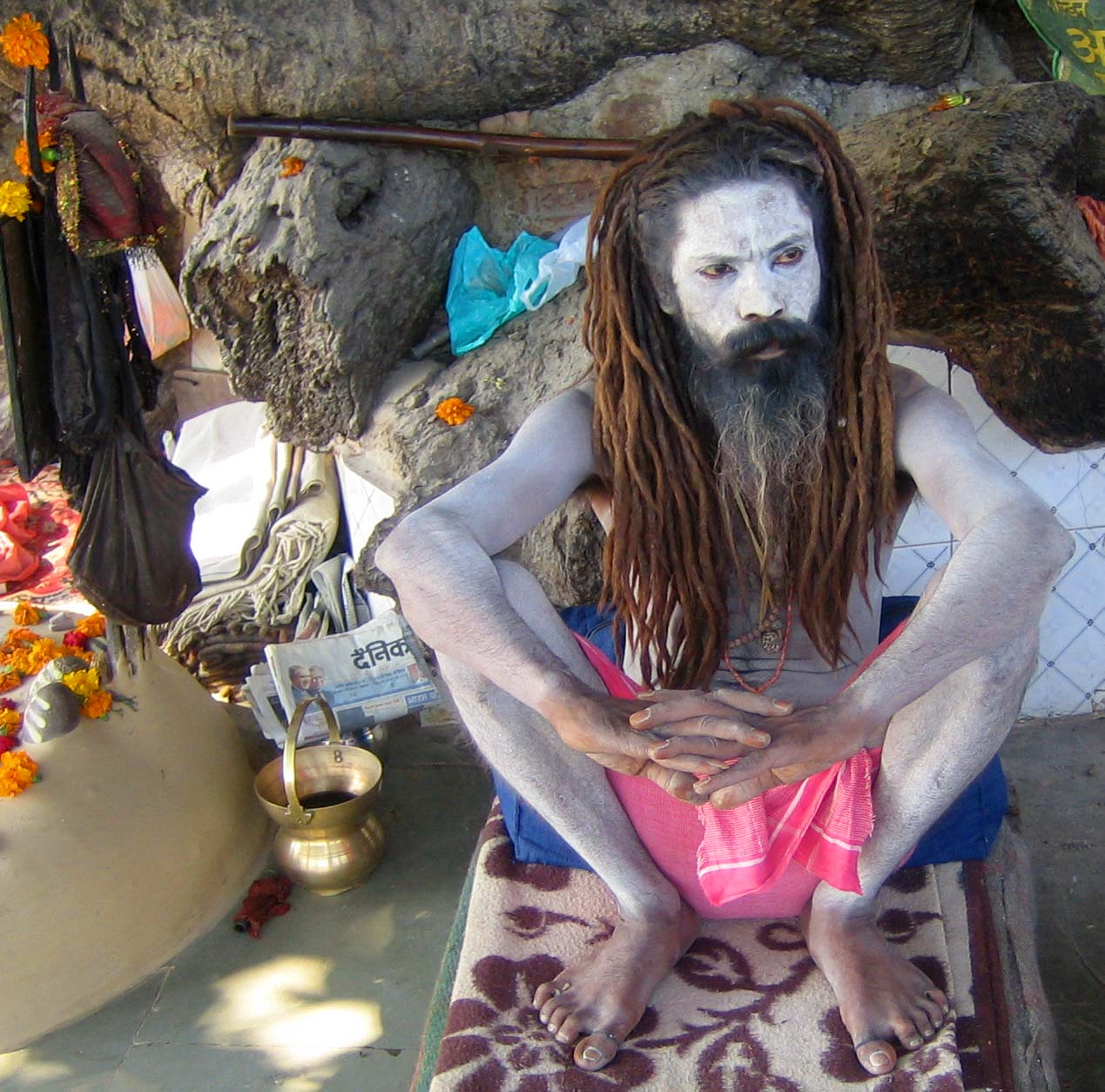
苦行僧和他右边的水罐

萨拉斯瓦蒂河的神话将她的诞生传说追溯到创造神梵天的水罐。恒河也被认为流经梵天的水罐。关于恒河诞生的一个传说，梵天清洗了筏摩那的大脚趾，并将水收集在水罐中变成了恒河。
另一条Silambu河也有类似的起源故事。当梵天用水罐的水洗了筏摩那的脚时，一滴水珠从筏摩那的脚上掉到了地球上，变成了河流。投山仙人曾将高韦里困在他的水罐中。这导致了该地区的饥荒，高韦里从水罐逃脱，但受到了仙人的诅咒。另一种说法是象头神化身乌鸦将投山仙人的水罐推倒，解救了高韦里并导致了高韦里河的形成。

迦楼罗往世书的文字说明在葬礼仪式中捐赠水罐确保死者在来世有充足的饮用水。

## 佛教和耆那教
佛教徒在仪式前将水罐的水洒在人们的手掌上，水象征着甘露。水罐也被称为 bhumba，弥勒和聖觀音被描绘成携带水罐。水罐最初是从婆罗门印度教传入佛教，通过梵天传到弥勒佛；它后来被纳入许多大乘佛教神灵中。
耆那教天衣派圣人使用水罐来储存“厕所用”的水。